# 黄色い牛
黄色い牛（きいろいうし ドイツ語: Gelbe Kuh）はドイツの美術家フランツ・マルクによる1911年の絵画である。マルクの最も名高い作品の一つであり、動物を表現主義様式で描いた作品の一つでもある。本作はキャンバスに油絵具で描かれており、大きさは縦140.5cm×横189.2cmである。絵の中心となるモチーフは、色とりどりの構成された風景に取り囲まれて飛び跳ねる一頭のウシである。中心の躍動感あるモチーフと、静かな背景との対比が特徴的な絵画である。本作はソロモン・R・グッゲンハイム財団の所蔵品となり、ニューヨーク・ソロモン・R・グッゲンハイム美術館に展示されている。

## 色
『黄色い牛』は、マルクの形成期にさかのぼる作品で、その時期マルクは、画風に浸透することとなる「色象徴 (Farbsymbolik)」を展開していた。マルクにとって、青は精神性や男性性と、黄色は官能性や女性性と、赤は世俗性と同等なのであった。本作において色彩は、それゆえに写実的に理解すべきでなく、むしろ絵に描かれた対象の意味を表象するものと理解しなければならない。
マルクの彩色法は、（本作以外においても）ロシア人画家ワシリー・カンディンスキーに多大な影響を受けている。

## 解釈
美術史家のマーク・ローゼンタールによると、『黄色い牛』は絵の制作年と同じ年にマルクが娶った妻マリー・フランクの、煙幕を張った描写として見ることができるという。